# 秋上宗信
秋上宗信（生年不詳－卒年不詳）是日本戰國時代至安土桃山時代的武將。尼子氏家臣。在史料中記載的名字是久家。通稱庵介。父親是秋上綱平。哥哥是孝重。被認為是尼子十勇士中秋宅庵助的原型。
秋上氏是大庭大宮（現今神魂神社）的社家一族。

## 生平
生年不詳，家中次男。被推測因為神職由兄長孝重繼承，於是以武將身份仕於尼子氏。在家中擔任侍大將，領有備後國1萬石。
永祿6年（1563年），毛利氏侵攻白鹿城，此時與父親綱平一同以救援軍身份出陣，不過大敗，在白鹿城被攻陷後，與立原久綱一同進攻據守伯耆國尾高城的杉原盛重，但是亦敗北。永祿8年（1565年），毛利氏向月山富田城發起總攻撃，此時加入守城軍，令吉川元春軍敗走。永祿9年（1566年），月山富田城被攻陷，戰國大名尼子氏滅亡，此時被毛利氏捕縛，不過因為是社家的一族而被解放。
永祿12年（1569年），以山中幸盛擁立的尼子勝久為大將的尼子再興軍在出雲國忠山城舉兵，此時與父親一同參戰，被任命為攻擊尼子氏前居城月山富田城的總大將，不過因為中了天野隆重的詐降計而敗走，間接造成無法進攻富田城。元龜元年（1570年）1月，毛利氏進攻多久和城，此時宗信在戰前就喪失戰意並撤退，在撤退時受到追撃並遭到重大損害。同年2月14日，在布部山之戰中與横道秀綱等人一同戰鬥，不過亦敗北，因為秀綱戰死而逃亡。元龜2年（1571年）3月，與羽倉孫兵衛等人一同攻撃米子城、尾高城，不過因為孫兵衛戰死，兩城亦沒能奪回。同年5月，因為野村信濃守向毛利氏臣服，自身亦終於降伏，此後消息不明。
有説法指，向毛利氏投降的理由，是因為主君勝久約定把久家和山中幸盛一同重用，之後卻沒有做到。
一説指，跟隨龜井茲矩的武將日野之房就是宗信。墓所在鳥取縣鳥取市鹿野町的幸盛寺，記載在文祿3年（1594年）11月29日死去。法名是高譽壽性居士。